# 勸修寺藤子
勸修寺藤子（1464年9月27日－1535年2月13日；寬正五年八月廿六日－天文四年正月十一）為後柏原天皇的典侍、後奈良天皇生母。女院豐樂門院。

## 生平
- 寬正5年（1464年）誕生，父准大臣勸修寺教秀。母飛鳥井雅永之女。
- 文明16年（1484年），成為勝仁親王（後柏原天皇）的上臈。
- 文明18年（1486年）產下覺鎮女王。明應2年（1493年）產下皇子（夭折）。明應5年（1496年）產下知仁親王（後奈良天皇）。永正元年（1504年）產下尊鎮入道親王。
- 永正18年（1521年），敘任從三位、准三后。
- 天文4年（1535年）崩御。追贈為女院（豐樂門院）。